# Spoorlijn Knutange-Nilvange - Algrange-Rochonvillers
De Spoorlijn Knutange-Nilvange - Algrange-Rochonvillers was een Franse spoorlijn tussen Hayange en Rochonvillers. De lijn was 7,9 km lang en heeft als lijnnummer 194 000.

## Geschiedenis
De spoorlijn werd tussen 1882 en 1892 aangelegd om delfstoffen af te voeren van de verschillende mijnen waarop de lijn aansloot. Nadat het personenvervoer gestaakt werd in 1950 werd de lijn in 1955 geëlektrificeerd met 25 kV wisselspanning. Na de sluiting van de mijnen werd de spoorlijn overbodig en in 1987 werd het laatste gedeelte gesloten.

## Aansluitingen
In de volgende plaatsen was er een aansluiting op de volgende spoorlijnen:
Hayange
RFN 204 000, spoorlijn tussen Mohon en Thionville
Knutange-Nilvange
RFN 204 000, spoorlijn tussen Mohon en Thionville